# Cerithidea microptera
Cerithidea microptera là một loài ốc biển, là động vật thân mềm chân bụng sống ở biển thuộc họ Potamididae.